# Jan Stocklassa
 Jan Axel Fredrik Stocklassa, född 9 januari 1965, är en svensk författare och tidigare handelsråd. 
Hans första bok, Gripen av Prag, publicerades 2007. Den är en fiktionaliserad beskrivning av Stocklassas observationer kring Saabs försök att sälja militärflygplanet JAS 39 Gripen till Tjeckien. Stocklassa var handelsråd vid svenska ambassaden i Prag när förhandlingar kring försäljningen pågick.
Stocklassas nästa bok, Stieg Larssons arkiv - nyckeln till Palmemordet, gavs ut 2018. Den bygger delvis på uppgifter från kriminalförfattaren Stieg Larssons research kring den svenska extremhögern och dess eventuella inblandning i Palmemordet. Boken redogör både för uppgifter som Stieg Larsson haft i sitt arkiv och sådant som Stocklassa upptäckt genom egna undersökningar. Dessa utgör grunden för en teori om hur mordet gått till, vilken också presenteras i boken.
Stocklassa medverkar i TV-serien Palmemordet - Den stora mörkläggningen, en serie som bygger på hans bok om Palmemordet.